# Gabriel Schoenfeld
Gabriel Schoenfeld (* 1955) ist ein US-amerikanischer Wissenschaftler und Autor, der unter anderem  einer der Redakteure der 1945 vom American Jewish Committee gegründeten Monatszeitschrift Commentary war und als Senior Fellow am Hudson Institute tätig ist.

## Leben
Nach dem Besuch der Miller Great Neck North High School in Great Neck, NY begann er 1973 ein Studium am Sarah Lawrence College, das er 1977 mit einem Bachelor of Arts (B.A.) abschloss. Im Anschluss wurde er 1978 Mitarbeiter im Stab des demokratischen Senators Daniel Patrick Moynihan. Nachdem er zwischen 1985 und 1986 als Gastwissenschaftler an der Moskauer Lomonossow-Universität gearbeitet hatte, wurde er als Foreign Service Officer Mitarbeiter der US Information Agency in Irkutsk, Tiflis und Taschkent.
Nach seiner Rückkehr in die USA erwarb er 1989 einen Doctor of Philosophy (Ph.D.) an der John F. Kennedy School of Government mit einer Dissertation zum Thema Uses of the Past: Bolshevism and the French Revolutionary Tradition und war seither als Senior Fellow am Center for Strategic and International Studies (CSIS) tätig.
Zurzeit ist er Senior Fellow an dem 1961 von Herman Kahn und anderen gegründeten Hudson-Institut sowie sogenannter Resident Scholar an der Denkfabrik Witherspoon Institute in Princeton. Daneben war Schoenfeld von 1994 bis 2008 einer der Redakteure der 1945 vom American Jewish Committee gegründeten Monatszeitschrift Commentary und verfasste auch Artikel für Zeitungen wie The Wall Street Journal.
Außerdem ist er derzeit einer der Berater von Mitt Romney, dem Kandidaten der Republikanischen Partei für die US-Präsidentschaftswahl 2012.

## Veröffentlichungen
- Uses of the Past: Bolshevism and the French Revolutionary Tradition, Dissertation (1989)
- The Return of Anti-Semitism (2003)
- Necessary Secrets: National Security, the Media, and the Rule of Law (2010)[2]